# Daniele Pellissier

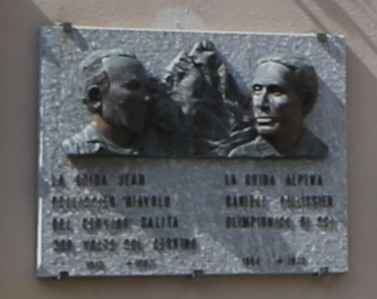
Gedenktafel für die Bergführerbrüder Jean (li.) und Daniele Pellisier (re.) am Rathaus von Valtournenche

Pietro Emilio Daniele Pellissier (* 9. Februar 1904 in Valtournenche; † 8. November 1972 in Genua) war ein italienischer Skisportler und Bergführer.

## Leben
Pellissier belegte bei den Olympischen Winterspielen 1924 im französischen Chamonix für die Schweiz im 18-km-Langlauf-Wettbewerb Platz 15. Bei den Nordischen Skiweltmeisterschaften 1927 in Cortina d’Ampezzo erreichte er für Italien im 18-km-Langlauf Platz 8 und im 50-km-Langlauf Platz 9. Bei den Olympischen Winterspielen 1928 in St. Moritz war er Teilnehmer der italienischen Mannschaft beim Demonstrationsbewerb Militärpatrouille, die den vierten Platz belegte. Zudem belegte er im 18-km-Skilanglauf den 15. Platz.
Mit seinem Bruder, dem Bergführer Jean Pellissier (eigentl. Giovanni Giuseppe Pellissier; 1912–1987) – wegen seiner 300 Matterhorn-Begehungen auch „il Diavolo del Cervino“ (zu Deutsch „der Teufel des Matterhorns“) genannt – und dem 1938 verunglückten Ottone Bron aus Courmayeur besuchte er den ersten im Dezember 1932 von der FISI in Claviere organisierten und durchgeführten Skilehrerkurs.
Zusammen mit seinem Bruder sowie den Berg- und Skisportlern Rolando Zanni (1914–2000), Giulio Bich (1907–2003) und Ernesto Pession gehörte er 1936 zu den Mitbegründern der lokalen Skischule am Matterhorn, der Scuola di sci del Cervino.
1953 wurde den Brüdern Pellissier die Targa d'Argento Premio Internazionale Solidarietà Alpina durch die Gemeinde Pinzolo („Silberplakette Internationaler Preis der Alpensolidarität von Pinzolo“) verliehen.

## Trivia
1955 wurde von der Rettungsaktion einer Katze vom Gipfel des Matterhorns durch die beiden Brüder berichtet.